# 152 (album)
152 è l'ottavo album in studio della rock band statunitense Taking Back Sunday, pubblicato il 27 ottobre 2023 tramite Fantasy Records, il loro primo album con questa etichetta. La sua uscita segue sette anni dopo il suo predecessore, Tidal Wave (2016), segnando il divario più lungo della band tra gli album in studio fino ad oggi. È stato prodotto da Tushar Apte e preceduto da quattro singoli: The One, S'old, Amphetamine Smiles e Keep Going. È anche il primo album della band senza il chitarrista Eddie Reyes, che ha lasciato il gruppo nel 2018.

## Descrizione
L'album è stato scritto "all'indomani" della pandemia di COVID-19, con il frontman Adam Lazzara che ha affermato che l'album "attinge dalle influenze musicali che [la band] ha, che si sono solo ampliate nel corso degli anni". significa che c'è un sacco di roba divertente", incluso materiale più influenzato dal pop.
Il nome dell'album deriva da uno scherzo interno alla band e ai loro amici; l'uscita 152 è il luogo in cui i membri della band incontravano i loro amici prima di esibirsi. 152 è apparso sulla copertina di ogni album dei Taking Back Sunday.

## Tracce
1. Amphetamine Smiles – 3:06
2. S'old – 2:43 (Cooper, Lazzara, Nolan, O'Connell, Tushar Apte)
3. The One – 3:17
4. Keep Going – 3:12
5. I Am the Only One Who Knows You – 3:08
6. Quit Trying – 3:15 (Cooper, Lazzara, NolanO'Connell, Nathan Cogan Post)
7. Lightbringer – 2:48
8. New Music Friday – 3:15
9. Juice 2 Me – 3:14
10. The Stranger – 3:14